# Henryk Roycewicz
Henryk Leliwa-Roycewicz (Janopol, 30 luglio 1898 – Varsavia, 18 giugno 1990) è stato un militare e cavaliere polacco, già distintosi come ufficiale nel corso della guerra sovietico-polacca, in ambito dell'equitazione fu vincitore di tre Coppe delle Nazioni a squadre (1928, 1931, 1932), e della medaglia d'argento nella gara a squadra ai Giochi della XI Olimpiade di Berlino. Insignito due volte della Croce d'argento dell'Ordine Virtuti militari.

## Biografia
Nacque il 30 luglio 1898, in una tenuta a Janopol, in Lituania, secondo dei sei figli di Robert ed Eugenia Likiewicz. Iniziò ad andare a cavallo con suo padre all'età di sei anni, quando ricevette in regalo un pony.   All'età di sette anni fu mandato alla scuola primaria Realna di Panevezys, e nel 1910 iniziò a studiare al Ginnasio commerciale di Kaunas.
Dall'ottobre 1917 fu membro dell'Organizzazione Militare Polacca (POW), una organizzazione paramilitare segreta. A causa di una possibile arresto legata al suo servizio nel POW, partì per Vilnius e si unì alle forze di autodifesa locale, combattendo contro le milizie nazionaliste lituane e prese parte anche al disarmo dei tedeschi, difendendo poi la città dall'attacco dei bolscevichi.
Iniziò il servizio militare il 5 dicembre 1918, arruolandosi volontario nell'esercito polacco in forza al 1° Reggimento ulani di Vilnius. Nel 1920 si diplomò alla Scuola cadetti di Varsavia e poi frequentò il corso per ufficiali di cavalleria presso la Scuola superiore di cavalleria di Grudziądz. Il 1° giugno 1921 ricevette il grado di sottotenente e fu inviato al 25° Reggimento ulani "della Grande Polonia". Fu promosso tenente con anzianità 1 settembre 1922 e capitano nel 1936.
Completato un corso per istruttore di equitazione divenne membro del gruppo sportivo equestre olimpico presso il Centro di addestramento della cavalleria (Centrum Wyszkolenia Kawalerii). Il 10 luglio 1928 fu trasferito al 25° Reggimento, e poi fu Istruttore di equitazione, negli anni 1937–1939, presso la CWK di Grudziądz.
Nella campagna di settembre del 1939, comandò il 2º Squadrone del 25º Reggimento ulani "della Grande Polonia". Il reggimento era assegnato alla Brigata di cavalleria "Nowogrodzka" comandata dal generale Władysław Anders, in forza all'Armata "Modlin". Combatté contro i tedeschi vicino a Mińsk Mazowiecki, Garwolin, Tomaszów Lubelski, e nella battaglia di Krasnobród il 23 settembre 1939, quando la cavalleria polacca usando le sciabole costrinse le forze tedesche a ritirarsi dal campo di battaglia in disordine. Per il coraggio dimostrato in questa occasione fu insignito della Croce d'argento dell'Ordine Virtuti militari. L'ordine successivo fu di condurre la brigata del generale Anders al valico di frontiera con l'Ungheria. Quando i soldati raggiunsero il villaggio di Koniuchy e si fermarono per riposarsi nelle fattorie rurali, i soldati dell'Armata Rossa attaccarono. Tre proiettili lo colpirono ad una gamba e fu fatto prigioniero di guerra. L'idea di fucilarlo come comandante fu abbandonata e venne portato all'ospedale di Stryj vicino a Leopoli. Durante le cure fu costantemente interrogato, e quando la sorveglianza nell'ospedale si indebolì, decise di fuggire con l'aiuto del personale polacco. Vestito da donna, si diresse verso il giardino dell'ospedale, dove lo aspettava un medico che era a conoscenza del caso e lo ha portato al treno per Leopoli. Lì, presentandosi davanti alla commissione per lo scambio dei prigionieri (i soldati polacchi provenienti dal centro del paese avevano il diritto di ritornare in Patria), in quanto invalido di guerra, ottenne il permesso di partire fingendosi un'altra persona. Riuscì a evitare la sorte degli altri ufficiali del reggimento che furono assassinati nel massacro di Katyn' dal Commissariato del popolo per gli affari interni (NKVD). Nell'aprile 1940 si ritrovò a Cracovia, e dopo un riuscito intervento chirurgico alla gamba decise di andare a Varsavia.
Nella Capitale entrò in clandestinità, e nel 1941 dove divenne ufficiale nel 4º distretto dell'Armia Krajowa. Dal novembre 1943 e fino alla fine della rivolta di Varsavia fu comandante del battaglione "Kiliński" i cui ranghi includevano membri dell'Associazione scout polacca e dell'Associazione degli ufficiali della riserva. Il più grande successo del battaglione fu la cattura dell'edificio della compagnia telefonica PAST (Państwowa Akcyjna Spółka Telephone) in ul. Zielna 37/39. L'8 settembre rimase gravemente ferito durante l'attacco alle rovine del cinema Colosseo, colpito al ginocchio e all'arteria, perdendo conoscenza.  Fu trasportato dai suoi soldati sanguinante all'ospedale di ul. Chmielna, ma non tornò più a combattere. Il 20 settembre 1944, per ordine del comandante delle forze armate in Polonia, fu promosso al grado di maggiore e il 27 settembre 1944 a tenente colonnello. Dopo la fine della rivolta fu portato all'ospedale in ul. Płocka, da dove è riuscito a fuggire. Dalla chiesa di San Wojciecha in ul. Wolska partì con una colonna di civili verso il campo di transito di Pruszków. La sua salute peggiorò nelle baracche sporche e sovraffollate, venendo però notato dalla figlia di un proprietario terriero che conosceva vicino a Grójec. Grazie a lei scappò dal campo e rimase nella sua tenuta fino alla fine del conflitto.
Il 20 febbraio 1945 si presentò al quartier generale dei rinforzi distrettuali a Skierniewice.  Dopo il termine della seconda guerra mondiale lavorò presso l'Ufficio provinciale del territorio di Varsavia come ispettore dell'allevamento di cavalli e nell'ottobre 1945 fu nominato capo del dipartimento amministrativo. Nel 1946 completò il Corso Superiore di Amministrazione presso il Presidium del Consiglio dei Ministri. Nella primavera del 1946 ebbe luogo un incontro si incontrò con il colonnello Jan Mazurkiewicz "Radosław", allora presidente del comitato di liquidazione dell'Armia Krajowa. Insieme decisero di istituire un comitato che si sarebbe occupato delle riesumazioni e dei funerali dei soldati dell'Armia Krajowa. In qualità di presidente del comitato, Mazurkiewicz si incaricò di tutte le questioni organizzative e grazie a un elenco preparato in precedenza, trovò facilmente le tombe dei soldati del battaglione "Kiliński" sparse per le piazze e i cortili di Śródmieście. Ai funerali (oltre 100 in totale) dei soldati presso il cimitero militare Powązki parteciparono non solo le famiglie e gli amici dei caduti, ma anche delegazioni scolastiche, organizzazioni sociali e folle di residenti di Varsavia. Ciò non passò inosservato alle autorità comuniste dell'epoca, che intensificarono la sorveglianza nei suoi confronti.
Nella notte del 13 gennaio 1949 fu arrestato dal Servizio di sicurezza interno (Urząd Bezpieczeństwa) con l'accusa di attività illegali nell'Armia Krajowa. Trasferito al centro di detenzione distrettuale fu sottoposto a severi interrogatori perché ammettesse di essere colpevole delle accuse che gli erano state mosse, ma resistette.  Il 25 aprile 1949 fu processato dal tribunale militare distrettuale di Varsavia presso la prigione di Mokotów.  Con il verdetto della corte, guidata dal maggiore Mieczysław Widaj (ex soldato dell'Armia Krajowa) venne giudicato colpevole, nonostante la mancanza di prove, di aver tentato di rovesciare con la forza il Consiglio nazionale e il governo della Repubblica Popolare di Polonia. Venne condannato a 6 anni di carcere, 4 anni di privazione dei diritti pubblici e civili e alla confisca di tutti i beni. Dopo che la corte respinse la denuncia di revisione, fu rinchiuso in isolamento nella prigione politica di Wronki. Con la morte di Stalin il 5 marzo 1953 il suo caso fu riesaminato e venne rilasciato il mese successivo e il 20 luglio 1957 fu prosciolto da tutte le accuse. Nonostante l'assoluzione rimase costantemente sorvegliato dai servizi segreti.  Fino al 1960 fu allenatore presso il Circolo ippico di Varsavia, fino al 1968 perito equino presso "Polcargo" e fino al 1972 allenatore di equitazione presso Legia. Nel 1990 fu promosso colonnello dell'esercito polacco. Morì a Varsavia il 18 giugno 1990, e fu sepolto nel settore del battaglione "Kiliński" presso il cimitero militare Powązki (lotto B24-3-10a).

### Risultati sportivi
La sua grande passione erano i cavalli. Ai Giochi della XI Olimpiade di Berlino del 1936 vinse una medaglia d'argento nella competizione a squadre (la squadra comprendeva anche Zdzisław Kawecki e Seweryn Kulesza). La conquista della medaglia d'oro gli fu impedita dai padroni di casa, al ventesimo ostacolo della corsa campestre a squadre, i soldati tedeschi che presidiavano il percorso di gara gli bloccarono il percorso, e il giudice dichiarò che il corridore polacco fu escluso dalla competizione perché aveva mancato il ventesimo ostacolo. Voltatosi indietro per "passare" nuovamente l'ostacolo al suo arrivò fu informato che l'arbitro aveva commesso un terribile errore. La perdita di tempo e gli altri quattro chilometri che il cavallo (Arlekin III)  dovette percorrere non gli permisero di raggiungere i vincitori della competizione: la squadra tedesca. Ottenne il 15° posto nella competizione individuale. Prima della competizione l'addetto militare a Berlino, il tenente colonnello Antoni Szymański, mise in guardia i cavalieri polacchi sulle possibili frodi da parte dei padroni di casa.
Altri successi sportivi includono, tre vittorie nella Coppa delle Nazioni (1928, 1931, 1932 Riga) su sette partecipazioni, un campionato polacco nel completo (1935), 6 volte secondo classificato nel completo (1933, 1936), di equitazione (1933, 1935, 1938) e di salto ostacoli (1931). È stato anche due volte medaglia di bronzo ai Campionati polacchi: nel completo (1935) e nel dressage (1932). In totale, ha vinto 125 premi e riconoscimenti.

## Palmarès

### Olimpiadi
- Argento a Berlino 1936 nel concorso completo a squadre.

### Annotazioni
1. ↑  Lo stemma dei Leliwa apparteneva ad una famiglia nobile le cui origini risalivano al XIV secolo. Sotto questo segno i cavalieri polacchi combatterono contro i cavalieri teutonici a Grunwald nel 1410.
2. ↑  Leliwa-Roycewicz lo aveva personalmente notato durante una battuta di caccia con Alfred Potocki a Łańcut e poi lo addestrò lui stesso Sfortunatamente questo cavallo bruciò vivo nel settembre del 1939 mentre veniva trasportato in un vagone ferroviario.

### Fonti
1. 1 2 3 4 5 6 7 8 9 10 11 12 13 14 15  Olimpijski.
2. 1 2 3 4 5 6 7 8 9 10 11 12 13 14 15 16 17 18 19 20 21 22 23 24 25 26 27 28 29 30 31 32 33 34 35 36 37 38 39 40 41 42 43 44 45 46 47  Sportowcy.
3. 1 2 3 4 5 6 7  Roztoczanskakonna.
4. 1 2 3 4 5 6 7 8  Leżeński, Kukawski 1991, p. 69.
5. ↑  Dz. Pers. MSWojsk., Nr 11 z 24 lipca 1928, p. 222.